# WASP-76b
WASP-76b este o exoplanetă de tip Jupiter fierbinte descoperită în 2013 care se găsește în constelația Pești. Acesta orbitează o stea de tip F WASP-76 și are o dimensiune de 0,92 din masa planetei Jupiter. Exoplaneta WASP-76b se află pe o orbită foarte apropiată de steaua sa, WASP-76, şi are o perioadă orbitală de 1,8 zile terestre (aproximativ 40 de ore terestre). Planeta are tot timpul o singură emisferă îndreptată spre steaua sa, în timp ce cealaltă emisferă este permanent cufundată în noapte. În martie 2020, s-a speculat că temperatura de 2.400 ºC de pe partea fierbinte a planetei (partea orientată în permanență către stea) poate să vaporizeze fierul. Dacă partea întunecată a WASP-76b are temperaturi de până la cel puțin  1.400 ºC,  fierul se poate condensa și atunci plouă cu fier fierbinte lichid pe suprafața planetei.
Studiul arată că WASP-76b pare a fi singura planetă din sistemul său solar.
În mai 2020, s-a descoperit că spectrul anterior al planetei WASP-76b a fost distorsionat de lumina de la steaua sa gazdă. Prin urmare, modelul atmosferic actualizat este un înveliș tulbure de hidrogen-heliu, nedetectarea fierului neutru alternativ raportat (inclusiv „ploaia de fier”") și numai limitele superioare ale oxizilor de titan și vanadiu. Combinația datelor de la telescoapele spațiale Hubble și Spitzer au permis detectarea oxidului de titan și a urmelor de apă în atmosfera lui WASP-76b.
Atmosfera lui WASP-76b este tulbure și mai ales gri, cu o cantitate semnificativă de incandescență termică.